# تدیم
تدیم (به لاتین: Tedim) یک شهرک در میانمار است که در ایالت چین واقع شده‌است.